# Uwe Jessen

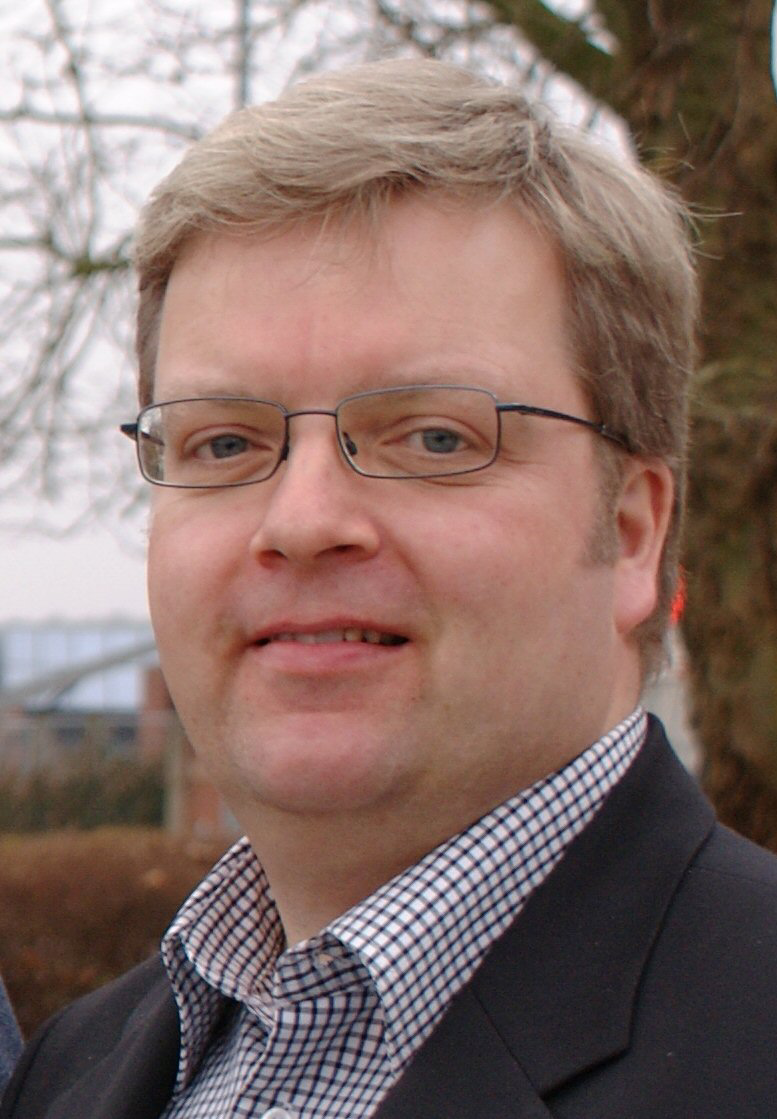
Uwe Jessen (2009)

Uwe Jessen (* 11. November 1971 in Lügumkloster, Nordschleswig) ist Diplom-Betriebswirt und Generalsekretär des Bundes Deutscher Nordschleswiger, der Dachorganisation der deutschen Minderheit in Dänemark. 

## Leben und Beruf
Uwe Jessen absolvierte nach bestandenem Abitur am Deutschen Gymnasium für Nordschleswig ein Studium zum Diplom-Betriebswirt (cand. oecon.) an der Universität Århus, das er 1999 mit dem Staatsexamen abschloss. 1998 bis 2001 war Jessen Direktionsassistent und Projektleiter bei Sønderjyllands ErhvervsCenter und dabei u. a. Leiter des EXPO 2000-Projektes „Kulturen, Sprachen, Minderheiten“. Von 2001 bis 2004 war er in verschiedenen leitenden Stellungen bei der Kommune Rödding beschäftigt und ab 2006 Projektleiter von sprogfocus.dk, einem Projekt von VUC Sønderjylland. Nebenberuflich war Uwe Jessen von 2000 bis 2005 freiberuflicher EU-Berater der Föderalistischen Union Europäischer Volksgruppen. 2005 wurde er als erster und bisher einziger Vertreter der Schleswigschen Partei nach dem Sondervertretungsrecht für die Deutsche Minderheit in Dänemark als Stadtratsmitglied ohne Stimmrecht in den Kommunalrat der neuen Großkommune Hadersleben gewählt.
2009 wurde Jessen Generalsekretär des Bundes deutscher Nordschleswiger (Dachorganisation der deutschen Volksgruppe in Nordschleswig). Er ist Kommunalvorsitzender der Schleswigschen Partei in Hadersleben und Stadtratsmitglied für die Schleswigsche Partei in der Kommune Hadersleben sowie Mitglied des Ausschusses für Wirtschaft und Kultur.

## Politik
- Mitglied des Vorstandes, des Wahlausschusses und des Ausschusses für Unterricht, Kultur und Freizeit der |Schleswigschen Partei
- Kommunalvorsitzender der Schleswigschen Partei, Hadersleben
- Stadtratsmitglied für die Schleswigsche Partei in der Kommune Hadersleben und Mitglied des Ausschusses für Wirtschaft und Kultur

## Ehrenamtliche Tätigkeiten
- Mitglied des Hauptvorstandes im Bund Deutscher Nordschleswiger

## Quelle
- Uwe Jessen auf der Homepage des Bundes Deutscher Nordschleswiger (Memento vom 12. Februar 2013 im Webarchiv archive.today)